# Ivan Tioulenev
Ivan Vladimirovitch Tioulenev (en russe Ива́н Влади́мирович Тюле́нев), né le 28 janvier 1892 et mort le 15 août 1978, est un général soviétique.

## Biographie
Tioulenev est né dans une famille de militaires dans le district de Simbirsk (aujourd'hui l'oblast de Oulianovsk). Jeune, il travaille dans les usines et comme un pêcheur de la mer Caspienne avant d'être enrôlé dans l'armée impériale russe en 1913. Au cours de la Première Guerre mondiale, il combat avec les dragons de Kargopolsky en Pologne et est décoré de l'Ordre de Saint-Georges pour son courage. Il suit les études à l'Académie militaire Frounze en 1918-1922.
Tioulenev rejoint l'Armée rouge après la révolution et sert pendant la Guerre civile russe avec la 1re Armée de cavalerie. Il prend également part à la suppression de la rébellion de Kronstadt et dans la guerre soviéto-polonaise. En 1939, il commande la 12e armée pendant l'invasion soviétique de la Pologne. Il est promu général d'armée en 1940.
Lors du déclenchement de la guerre germano-soviétique, il est responsable du district militaire de Moscou. Au cours des trois premiers mois de la guerre, du 25 juin 1941 au 30 août 1941, Tioulenev commande le front du Sud. 
Il prend part à la première bataille de Kharkov, réussit à évacuer le matériel et l'armement de la ville avant l'arrivée de l'armée allemande. Le 20 octobre 1941, l'évacuation des installations industrielles est pratiquement achevée. Trois cent vingt trains ont été envoyés avec le matériel à partir de 70 grandes usines.
Du 15 mai 1942 au 25 août 1945, il commande le district militaire transcaucasien et du Front du Caucase durant le Front Transcaucasien.

## Distinctions
- Ordre du Drapeau rouge
- Étoile d'or
- Héros de l'Union soviétique, le № 11295.
- Croix de Saint-Georges, le 3 août 1915.
- Ordre de Lénine, à 4 reprises. (1941, 1945, 1962, 1978)
- Ordre du Drapeau rouge, à 5 reprises.  (1921, 1921, 1930, 1944, 1947)
- Ordre de Koutouzov, le 28 janvier 1943.
- Médaille pour la Défense d'Odessa
- Ordre de la révolution d'Octobre (1972)